# Mark Golley
Mark Golley (sinh ngày 28 tháng 10 năm 1962) là một cựu cầu thủ bóng đá thi đấu ở Football League cho Maidstone United.